# Papaverhof

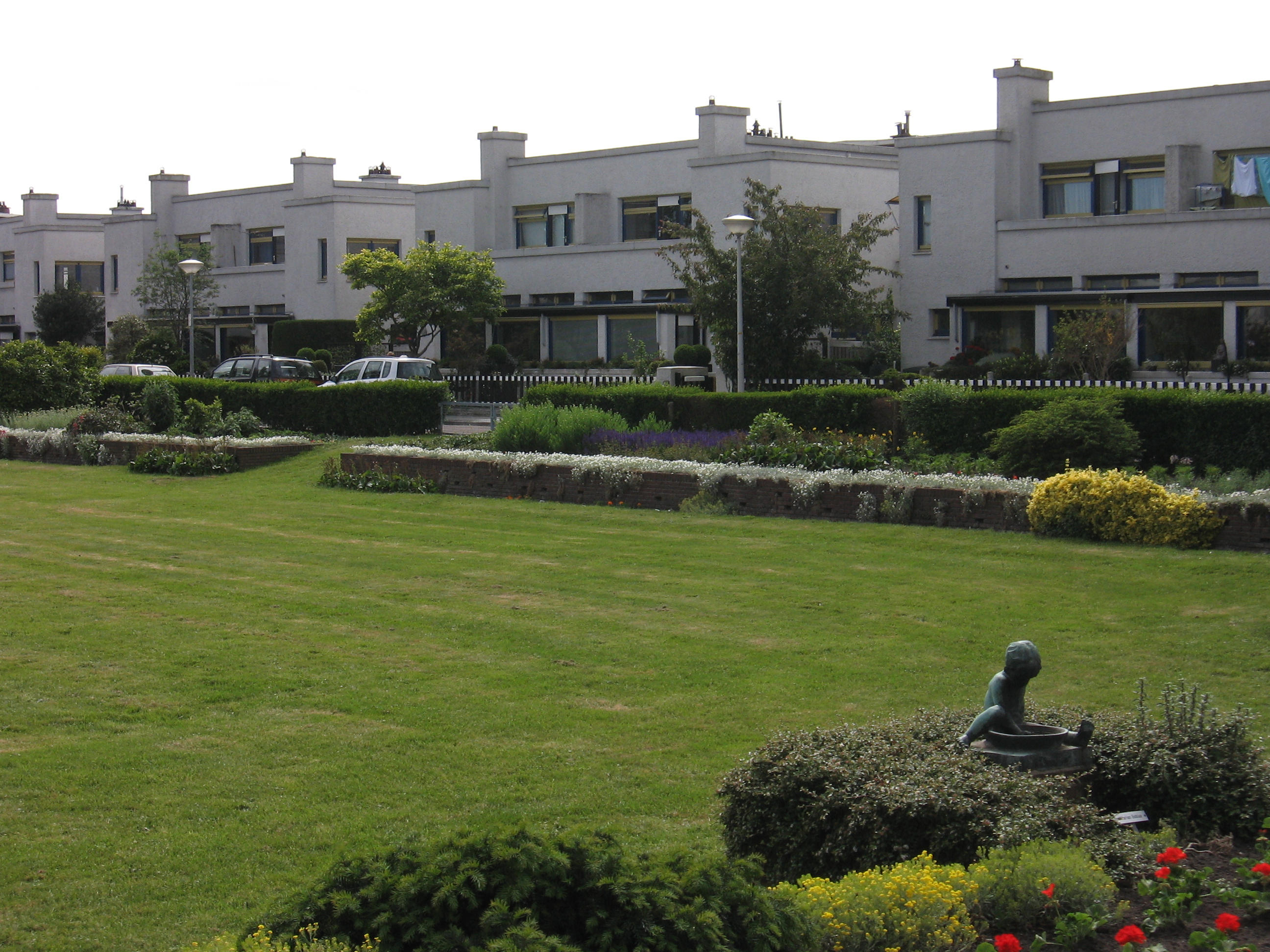
Zicht op Papaverhof en plantsoen

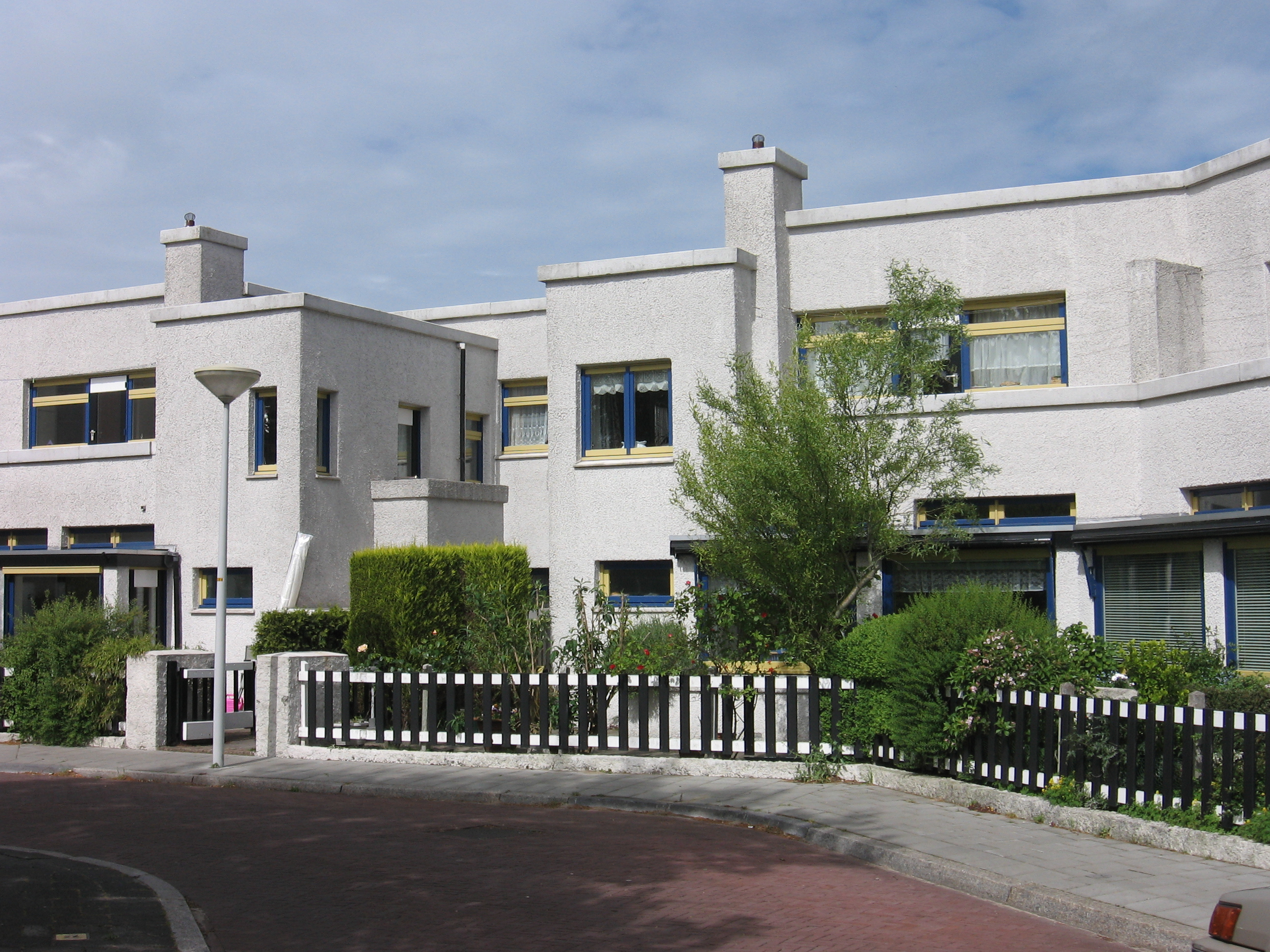
De woningen

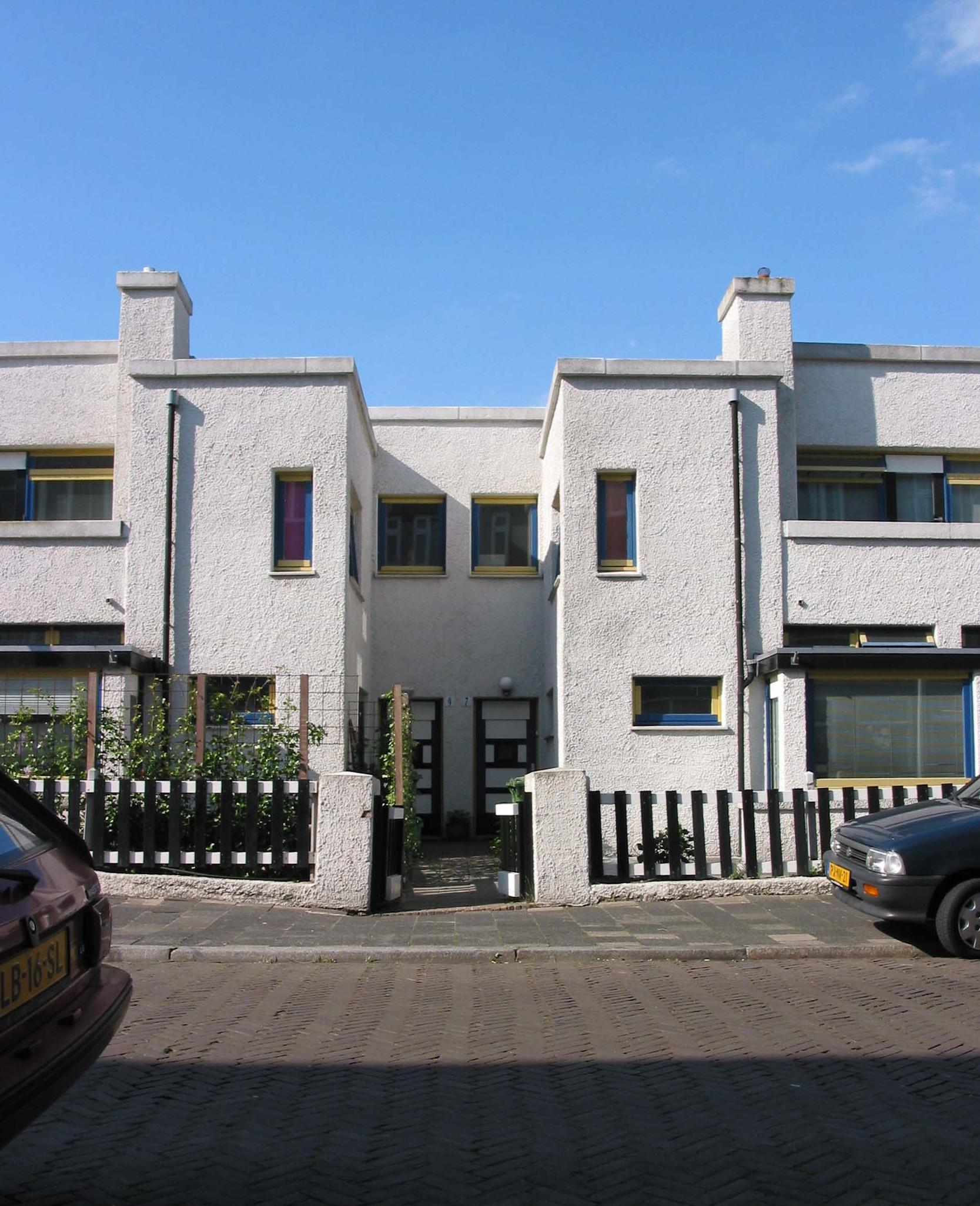
Magnoliastraat

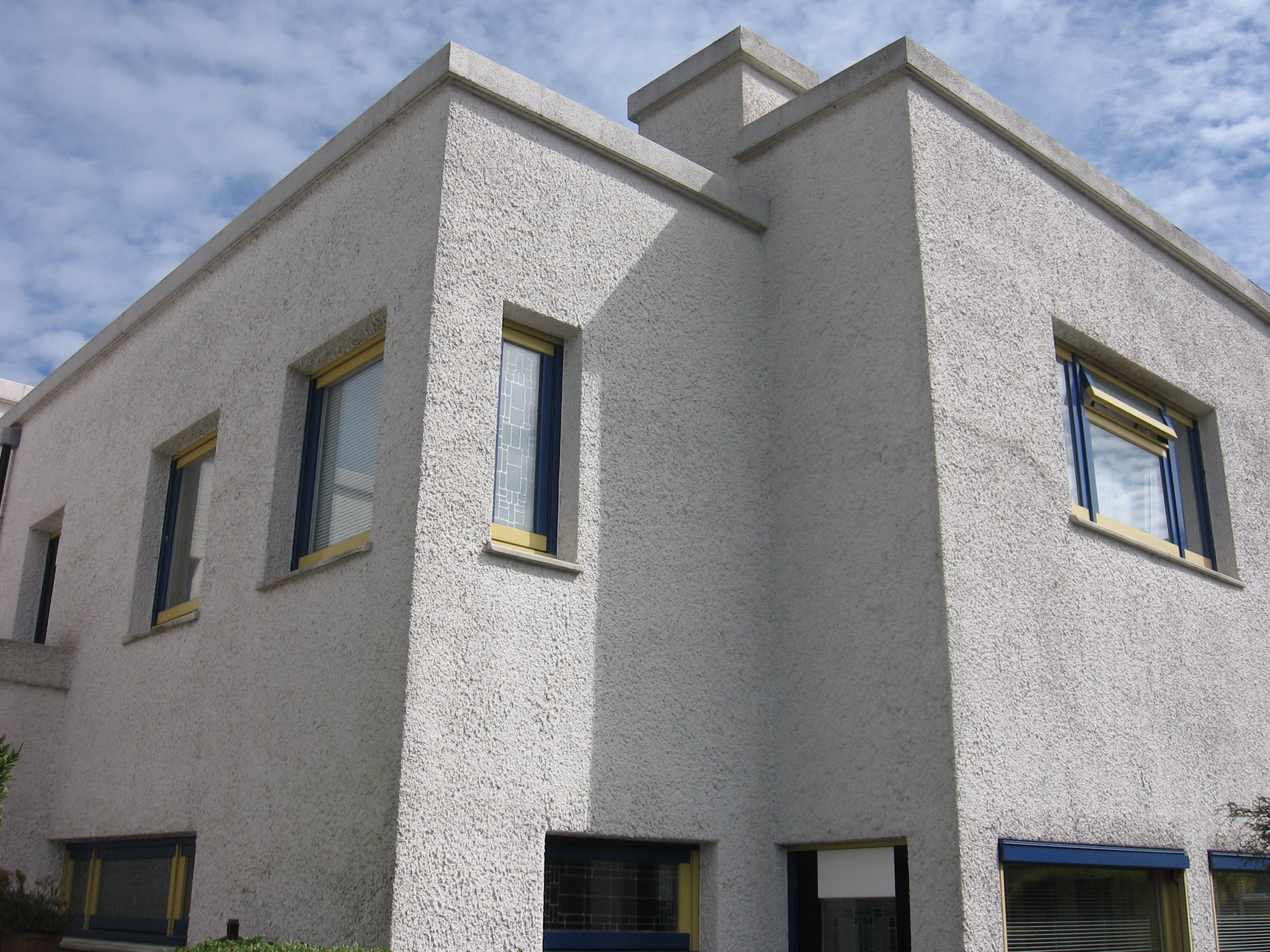
Glas-in-lood

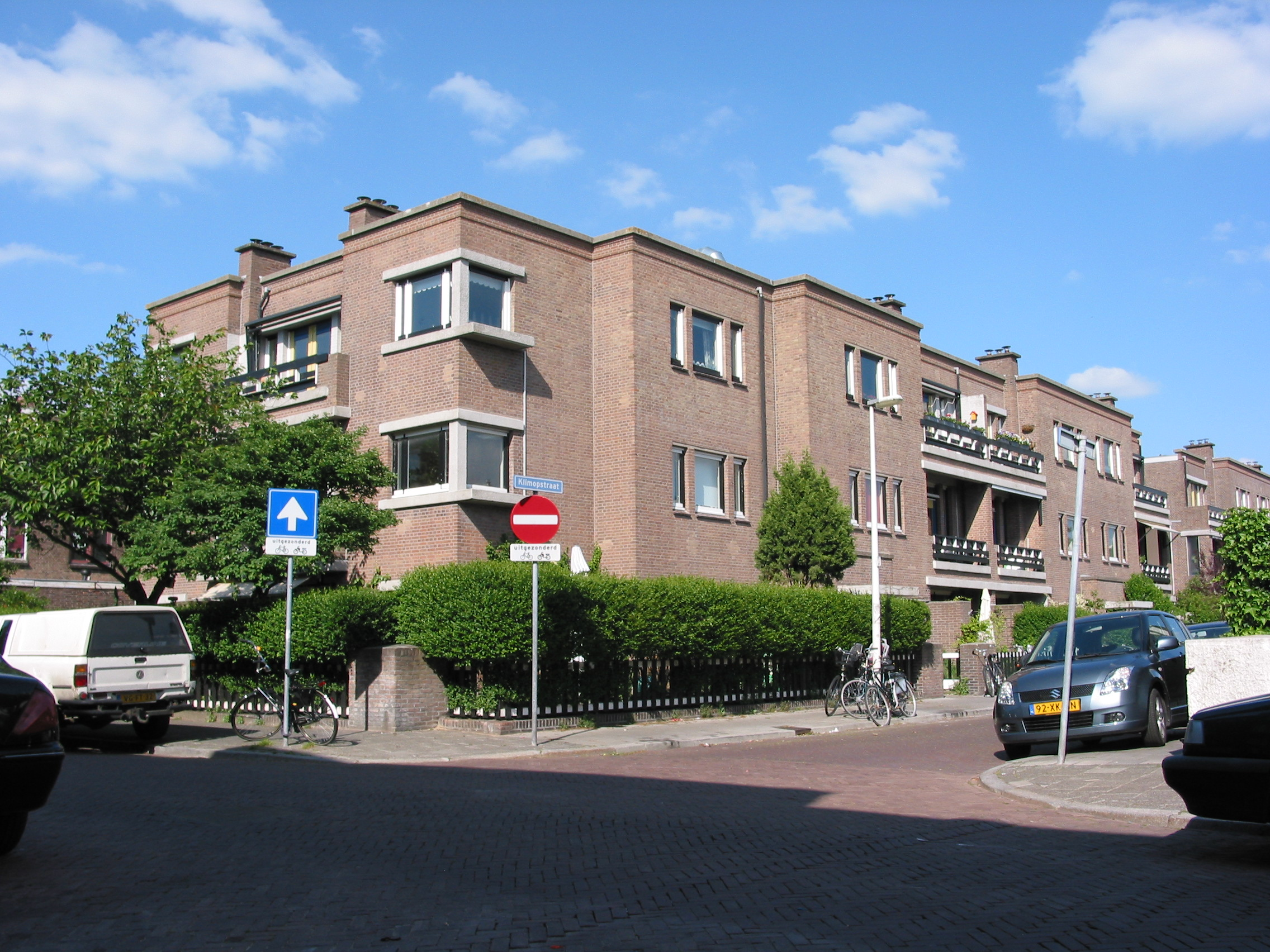
Klimopstraat

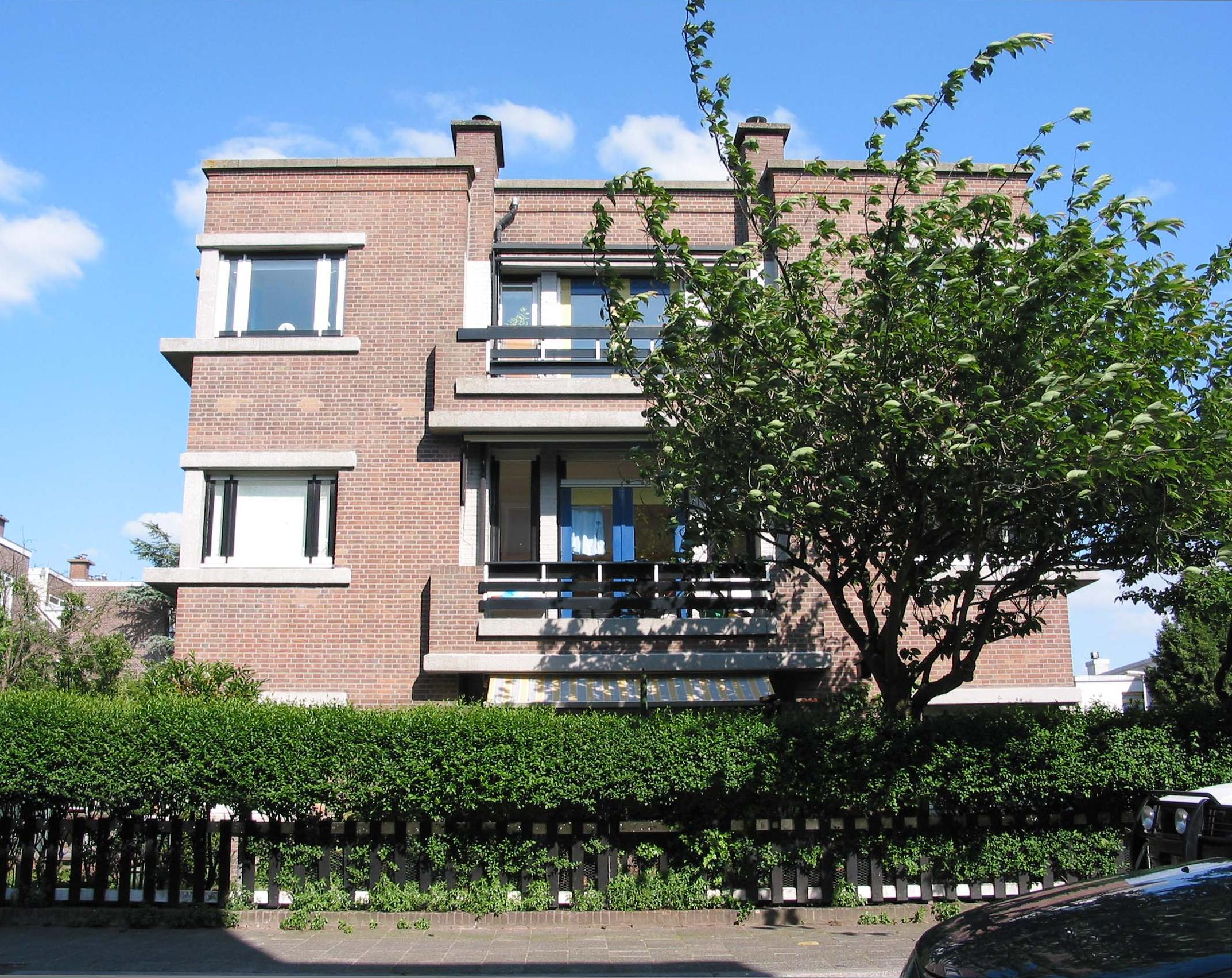
Gevel Irisstraat

Papaverhof is een hof in de Haagse Bomen- en Bloemenbuurt. De woningen aan deze hof maken deel uit van woningbouwcomplex Daal en Berg, dat in 1921 gebouwd werd naar ontwerp van De Stijl-architect Jan Wils. De Papaverhof is een Rijksmonument, dat wordt gerekend tot de 'Top 100 van de Rijksdienst voor de Monumentenzorg' uit 1990. Daal en Berg bestaat in totaal uit 128 middenklassewoningen (60 etage- en 68 eengezinswoningen), die zijn aangelegd in hoefijzervormige ringen rond een verdiept plantsoen van 70 bij 100 meter.

## Daal en Berg
De Papaverhof is gebouwd in opdracht van Coöperatieve Woningvereeniging Tuinstadswijk Daal en Berg, een woningbouwvereniging opgericht op 14 november 1917, die zich aanvankelijk ten doel stelde een omvangrijke tuinstadwijk bestaande uit omstreeks 1.000 'middenstandswoningen' tussen Den Haag en Loosduinen te bouwen. De voorzitter van Daal en Berg was parlementariër E.A. van Beresteyn, terwijl architect H.P. Berlage optrad als commissaris. Het bestuur wilde aanvankelijk ook een prijsvraag uitschrijven, maar Berlage verhinderde dit, omdat hij vond dat een prijsvraag geen garantie voor kwaliteit was.

## Granpré Molière
Berlage adviseerde de vereniging een jonge architect te zoeken, die 'de geest van het moderne begrijpt' om zo de verdere ontwikkeling van de moderne architectuur te stimuleren. Vervolgens stelde hij samen met H. Fels een lijst samen 'van eenige namen van architecten, die huns inziens de bekwaamheid bezitten in aanmerking te komen voor het architectuur-leiderschap'. In deze lijst stonden M.J. Granpré Molière, P. Verhagen, J.H. de Roos, W.F. Overeynder, D. Roosenburg, H. van der Kloot Meijburg en W. Noordlander. De opdracht ging aanvankelijk naar Granpré Molière en Verhagen. Hun ontwerp, dat in juli 1918 gereed kwam, kon echter niet doorgaan, vanwege het feit "dat de architecten zoo geheel zijn afgeweken van uitbreidingsplan, dat van Gemeentewege voorlopig voor het stadskwartier, waarin de beoogde gronden liggen, is vastgesteld. Zelfs de hoofdwegen, die toch als vaststaand waren aangegeven, zijn niet aangehouden, terwijl toch vooral de weg naar het ziekenhuis beslist moet worden aangehouden als op het uitbreidingsplan is geprojecteerd. Bovendien zijn de straten te smal, terwijl hij het niet-economisch gedacht vindt dat aan de diagonaalstraat die uit den aard der zaak aangegeven is voor de betere woningen, geen huizen zijn gedacht, doch alleen tuinen en eindgevels van de woningen die hun hoofdgevels aan de dwarsstraten hebben."
Granpré Molière en Verhagen pasten hun ontwerp enigszins aan, maar het mocht niet baten. Van Beresteyn besloot op 2 juli 1919 geheel van het tuinstadidee af te zien. Bovendien wilde de gemeente Den Haag dat alle te bouwen wijken ten westen van de Valkenbosvaart hetzelfde karakter zouden hebben als de al gerealiseerde wijken ten oosten van dit kanaal.

## Jan Wils
Men ging op zoek naar een nieuwe architect. Voorwaarde was dat deze in Den Haag woonde. De keuze viel uiteindelijk op de Voorburgse architect Jan Wils. Als lid van De Stijl en bewonderaar van Frank Lloyd Wright gold hij als een van de modernste architecten van Nederland en het toeval wilde zelfs dat hij twee jaar eerder een reeks artikelen over de tuinstad had gepubliceerd in het bouwkundig tijdschrift De Opmerker. De secretaris van Daal en Berg schreef na een bezoek aan Wils op 5 juli 1919: 'Met onzen nieuwen architect hoop en geloof ik, dat wij het verder zullen brengen dan met onze vorigen'. Op 16 juli vond overleg met Wils plaats, waarin hij te kennen gaf 'sympathiek gestemd' te zijn tegenover het plan van de vereniging. Op 22 oktober presenteerde Wils zijn plannen.

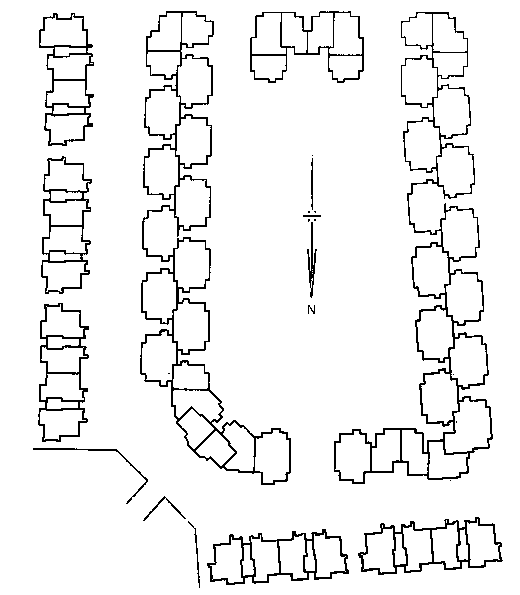
Plattegrond

De woningen mochten niet te veel kosten en om het complex toch een beetje het karakter van een tuinstad te geven werd Wils verzocht te zorgen voor 'veel groen en bloemen' bij deze woningen. Wat het laatste betreft besloot Wils de woningen om een 70 bij 100 meter groot plantsoen te groeperen. Om de kosten hiervoor op te vangen bouwde hij de 68 eengezinswoningen aan deze tuin zo compact mogelijk. Hij plaatste ze niet alleen zo dicht mogelijk bij elkaar, hij plaatste ook de achterkant van de woningen aan de omliggende straten tegen de achterkant van de woningen aan het plantsoen. Dit idee is direct ontleend aan het door Peter Behrens en Heinrich de Fries geschreven boekje Vom sparsamen Bauen, uitgegeven in 1918. Deze methode werkte niet alleen besparend, maar voorkwam ook eentonigheid. Daarnaast vormde ook Frank Lloyd Wrights ontwerp voor de Lexington Terraces in Chicago (1901-1909) een inspiratiebron voor Daal en Berg.
Om de gemiddelde prijs per woning nog verder te verlagen bouwde Wils rond de 68 eengezinswoningen nog eens 60 etagewoningen in vijf blokken van 12. In deze flatgebouwen verwerkte hij allerlei technische nieuwigheden als een goederenlift, en de mogelijkheid de benedendeur vanaf de woning automatisch te openen.

Op 3 december stuurde Wils de aanvullende ontwerpen van deze 'flatbouw' naar de voorzitter van Daal en Berg, Van Beresteyn. De ontwerpen werden op 1 februari 1920 door middel van een presentatie met 'lichtbeelden' besproken met de directeur van Stadsuitbreiding van Den Haag. De bouw werd op 2 oktober 1920 aanbesteed aan de firma Voormolen en Bongers, eveneens in Den Haag.
Aanvankelijk wilde Wils het hele complex in sintelbeton uitvoeren. Deze betonsoort wordt gegoten in bekistingen. Toen de eerste bekistingen van het complex Daal en Berg werden verwijderd bleek het beton echter allerlei scheuren en gaten te vertonen. De kwaliteit was zo slecht dat de constructie op last van de toenmalige bouwpolitie tot de grond toe afgebroken moest worden. Uiteindelijk moest de rest van het complex afgemaakt worden met baksteen. Deze miscalculatie leidde bijna tot het faillissement van Wils' bureau. Toch betekende het complex de doorbraak van Wils. Eind 1920, nog voor voltooiing, werden de ontwerptekeningen tentoongesteld in de Koninklijke School voor Techniek en Ambacht in 's-Hertogenbosch.
De woningen vallen op door de kubistische vormgeving en hun kleurgebruik (wit, zwart, blauw en geel) vergelijkbaar met De Stijl, maar met een symmetrische opzet. In 1924 werd hier een tentoonstelling 'Moderne Binnenhuiskunst' georganiseerd waar onder meer meubels van Hendrik Wouda te zien waren, geproduceerd door de bekende Haagse meubelfirma H. Pander & Zonen. Het waren eerste voorbeelden van in serie te vervaardigen meubels. Afbeeldingen verschenen in het boekje 'Het industrieel uitgevoerde meubel' (1925) van A.H. Jansen. Pander was lid van de in 1924 opgerichte Bond voor Kunst in Industrie.
In 1989 zijn de woningen gerestaureerd. Het woningcomplex De Papaverhof wordt sinds jaar en dag beheerd door een coöperatieve bouwvereniging. Om een renovatie in 2006 te bekostigen werd de helft van de woningen verkocht aan de huurders.

## Verder lezen

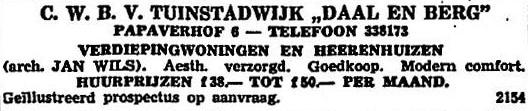
Advertentie van de Coöperatieve Woningvereeniging Tuinstadswijk “Daal en Berg”. 1935.

- [P.H. Scheltema] (19 januari 1918) ‘Een prijsvraagkwestie’, De Opmerker, 53e jaargang, nummer 3, p. 21.
- Anoniem, ‘Een flinke aanval op den woningnood - het bouwplan van „Daal en Berg”. Over ruim 1 jaar 123 nieuwe woningen. De eerste Haagsche Tuinstadwijk’, Het Vaderland (6 maart 1920): avondblad C.